# Now and Then (cançó de The Beatles)
«Now and Then» és una cançó del grup de rock britànic The Beatles. Va ser publicitada com «la darrera cançó dels Beatles» i publicada el 2 de novembre de 2023 junt amb un nou mix del primer senzill del grup, «Love Me Do» (1962).
Es tractava originalment d'una maqueta gravada per John Lennon el 1977 al piano de casa seva. Després de la seva mort, els tres membres restants contemplaren la possibilitat de completar la cançó per al projecte The Beatles Anthology (junt amb «Free as a Bird» i «Real Love») a partir de la maqueta de Lennon, però el projecte fou abandonat. Finalment, i davant la possibilitat de separar la veu del piano en la maqueta amb l'ajut de la intel·ligència artificial (ja usada en altres projectes, principalment al documental The Beatles: Get Back), el projecte va reviscolar a la dècada del 2020. A partir de les gravacions dels anys noranta, d'altres de noves i elements d'altres cançons del grup («Eleanor Rigby», «Here, There and Everywhere» i «Because»), la cançó fou completada pels dos membres encara vius del grup, Paul McCartney i Ringo Starr, i anunciada el 2023. El productor de la versió final de la cançó és Giles Martin, fill de George Martin. En la cançó hi participen tots els membres de The Beatles, John Lennon amb la veu, Paul McCartney amb el baix, Ringo Starr amb la bateria i George Harrison amb la guitarra elèctrica. La cançó està disponible a totes les plataformes digitals de streaming i a YouTube s'hi troba el vídeo amb l'àudio només, el videoclip de la cançó i un breu documental dirigit per Oliver Murray d'una duració aproximada de 12 minuts explicant la història de la cançó amb comentaris de McCartney, Starr i Harrison, així com de Sean Lennon i Peter Jackson.

## Història de la cançó
La cançó va néixer l'any 1977 quan John Lennon la va compondre i gravar en una cinta amb el piano i la seva veu. L'any 1994, però, la seva dona Yoko Ono va descobrir un parell de cassetes amb maquetes de cançons del seu marit per aportar-les al projecte retrospectiu dels Beatles, Anthology. L'any 1995, els tres membres restants de The Beatles, Paul McCartney, George Harrison i Ringo Starr, es van reunir a l'estudi per gravar el que serien les últimes cançons dels Beatles, de les quals van acabar sortint dues: "Free as a Bird" i "Real Love". També van intentar acabar de gravar "Now and Then", però després de moltes dificultats per intentar separar la veu de Lennon del piano, com no hi havia la tecnologia suficient la van deixar de banda, George Harrison inclús la va qualificar com a "basura" després de no poder tenir èxit. L'any 2001, amb la mort de George Harrison, The Beatles va parar la seva producció definitivament. Però un quart de segle més tard, l'any 2022, gràcies a la tecnologia desenvolupada per Peter Jackson (director de The Lord of the Rings) per a la creació de la sèrie documental Get Back amb la qual havia pogut separar certs instruments de veus, Paul McCartney va enviar la cinta a Peter Jackson i el seu equip així podent separar la veu del piano amb la nova tecnologia que Jackson i el seu equip van crear basada en una intel·ligència artificial entrenada per a separar en pistes veus i instruments. Finalment, Paul va gravar el baix, Ringo la bateria, van afegir també instruments de corda i per acabar Paul va tocar la guitarra imitant l'estil de George Harrison basant-se en les gravacions que ja tenien de 1996.

## Intel·ligència Artificial
Per a la realització de la cançó Now and Then, Peter Jackson i el seu equip després d'haver desenvolupat un nou software tecnològic per a la reconstrucció i colorització d'imatges, i la separació de la veu i els instruments pel documental de Disney +, Get Back. Van usar de nou aquest programa basat en una intel·ligència artificial que després d'haver estudiat la veu de John Lennon, va poder separar de la cinta de casset, el piano (i els sorolls de fons) de la seva veu, aïllant la veu per poder utilitzar-la a la cançó i esbrinar la lletra que Lennon va escriure. En les paraules de Paul McCartney: Now and Then és una prova de què l'ús de la intel·ligència artificial hagués interessat molt als Beatles. Sean Lennon, fill de John Lennon afegeix: Al meu pare li hauria encantat la idea, perquè mai va ser tímid per experimentar.

## Vídeo Musical
El vídeo musical de "Now and Then" va ser dirigit per Peter Jackson, i conté fragments de filmacions inèdites dels Beatles, inclús inclou imatges de Pete Best, escenes gravades durant les sessions de gravació de 1995 per The Anthology, així com imatges mai vistes abans de pel·lícules casolanes de Harrison i noves imatges de McCartney i Starr actuant. Els efectes visuals van ser produïts per Weta FX. Per al vídeo es va fer servir també intel·ligència artificial i efectes especials amb la recopilació d'imatges mai vistes dels Beatles per recrear-los al costat de Paul McCartney i Ringo Starr com si estiguessin amb ells.

## Lletra
La cançó és una típica balada d'amor dels Beatles, però amb una posició filosòfica i reflexiva, ja que també indica una possible relació complicada amb el temps (el passat i el futur), un tema molt recurrent en els darrers anys de Lennon. El terme "Now and Then" fa al·lusió a una conversació entre el passat, el present i inclús el futur. La cançó també apel·la a la nostàlgia si es mira al seu context històric de la dècada dels finals dels 70, temps políticament i culturalment inestables i plens de confusió, així simbolitzant la cançó, ganes de retornar a un passat menys complex i més simple.

## Crèdits
Segons la pàgina oficial de The Beatles
- Produït per: Paul McCartney i Giles Martin
- Producció addicional: Jeff Lynne
- Veus: John Lennon, Paul McCartney
- Veus secundàries: John Lennon, Paul McCartney, George Harrison, Ringo Starr
- Guitarra: George Harrison
- Guitarra, baix, piano, clavecí elèctric, agitador: Paul McCartney
- Tambor, tamborí, agitador: Ringo Starr

Crèdits addicionals
- Arranjament de cordes: Paul McCartney, Giles Martin, Ben Foster
- Mesclat per Spike Stent
- Enginyers d'àudio: Geoff Emerick, Steve Orchard, Greg McAllister, Jon Jacobs, Steve Genewick, Bruce Sugar, Keith Smith
- Direcció del projecte: Adam Sharp
- Productor del projecte: Jonathan Clyde and Guy Hayden
- Productor executiu: Jeff Jones